# Беатріс Морено
Беатріс Морено Гонсалес де Коссіо (ісп. Beatriz Moreno González de Cossío; нар. 10 лютого 1952, Мехіко) — мексиканська акторка театру, кіно та телебачення.

## Життєпис
Народилася 10 лютого 1952 року у Мехіко в родині актора Хосе Еліаса Морено (1910—1969) і Беатріс Гонсалес де Коссіо. Її брат — актор Хосе Еліас Морено-молодший (нар. 1956), її сестра — акторка Анджеліна Морено. 5 липня 1969 року разом з батьками, братом, сестрою та бабусею з материного боку потрапила в автомобільну аварію, під час якої мати і бабуся загинули на місці, а батько помер у лікарні десять днів по тому.
Вивчала акторську майстерність у Академії Національної асоціації акторів (ANDA). В середині 1970-х років почала зніматися в епізодичних ролях в кіно та на телебаченні, з часом знайшовши себе в амплуа характерної акторки.
Успіх принесли ролі у теленовелах компанії Televisa, серед яких «Карусель» (1989), де вона зіграла сеньйору Орраку, директорку початкової школи, а також «Дідусь і я» (1992), «Марія з передмістя» (1995), «Привілей кохати» (1998), «Світанок» (2005), «Сакатільйо, місце у твоєму серці» (2010), за роль у якій була удостоєна премії Califa de Oro за Найкращий виступ року, та «Тінь минулого» (2014), за яку 2016 року номінувалася на премію TVyNovelas у категорії Найкраща акторка другого плану.

## Фільмографія
| Рік       |    | Українська назва                 | Оригінальна назва                 | Роль                                      |
| --------- | -- | -------------------------------- | --------------------------------- | ----------------------------------------- |
| 1974      | с  | Чаво з восьмого                  | El Chavo del 8                    | трактирниця                               |
| 1976      | ф  | Міль поспішає на допомогу        | La palomilla al rescare           | епізод                                    |
| 1979      | ф  | Марія мого серця                 | María de mi corazón               | медсестра                                 |
| 1982      | с  | Іскорка                          | Chospita                          | Лола                                      |
| 1983      | с  | Хижачка                          | La fiera                          | Ліна                                      |
| 1983      | ф  | Кокетка                          | Coqueta                           | Сара                                      |
| 1984      | с  | Щасливі роки                     | Los años felices                  | Фрезія                                    |
| 1986      | с  | Шрами душі                       | Cicatrices del alma               | Панчіта                                   |
| 1987—1988 | с  | Дика роза                        | Rosa salvaje                      | Еулалія                                   |
| 1989      | с  | Карусель                         | Carrusel                          | сеньйора Фелісія Оррака, директорка школи |
| 1989      | ф  | Жила-була зірка                  | Había una vez una estrella        | Інес                                      |
| 1990      | ф  | Остання втеча                    | El último escape                  | Тріні                                     |
| 1991      | ф  | До чого сниться Мадалено         | Po's que sueñas Madaleno          | сеньйора Каміон                           |
| 1992      | с  | Ангели без раю                   | Ángelessin paraíso                | Антонія Ортіс                             |
| 1992      | ф  | Переможець                       | El ganador                        | донья Хуана                               |
| 1992      | с  | Дідусь і я                       | El abuelo y yo                    | Лола                                      |
| 1995—1996 | с  | Марія з передмістя               | María la del barrio               | Феліпа                                    |
| 1995      | ф  | Спійманий                        | Atrapados                         | Беатріс                                   |
| 1996      | с  | Назавжди                         | Para toda la vida                 | Матильда                                  |
| 1997      | с  | Пустунка                         | Mi pequeña traviesa               | Роза                                      |
| 1998—1999 | с  | Привілей кохати                  | El privilegio de amar             | донья Чаро                                |
| 1999—2005 | с  | Жінка, випадки з реального життя | Mujer, casos de la vida real      | різні персонажі                           |
| 2000      | с  | Перше кохання                    | Primer amor... a mi por hora      | Беніта Моралес                            |
| 2001      | с  | Красива жінка                    | Mujer bonita                      | Хесуса                                    |
| 2002—2003 | с  | Клас 406                         | Clase 406                         | Бланкіта Бетета                           |
| 2004      | с  | Серця на межі                    | Corazones al límite               | Пакіта Авіла                              |
| 2005      | с  | Світанок                         | Alborada                          | Адальхіса Санчес (Ада)                    |
| 2006      | с  | Любовні рани                     | Heridas de amor                   | Ампаро Хіменес                            |
| 2007      | с  | Лола, колись давно               | Lola: Érase una vez               | Петра Сігрід фон Бетховен                 |
| 2008      | с  | Роза Гвадалупе                   | La rosa de Guadalupe              | Брігіда                                   |
| 2009      | ф  | Сімейні таємниці                 | Secretos de familia               | Маго                                      |
| 2009      | с  | Жінки-вбивці                     | Mujeres asesinas                  | Лупіта                                    |
| 2010      | с  | Сакатільйо, місце у твоєму серці | Zacatillo, un lugar en tu corazón | Пепіта                                    |
| 2010      | ф  | З пам'яттю                       | Sin memoria                       | Грасіела                                  |
| 2011      | с  | Сила долі                        | La fuerza del destino             | Естела                                    |
| 2011      | с  | Ні з тобою, ні без тебе          | Ni contigo ni sin ti              | Кларіта                                   |
| 2012      | с  | Міс XV: Принцеса-мрійниця        | Miss XV: Sueña Princesa           | Теодора Куевас                            |
| 2013      | ф  | Рай                              | Paraíso                           | мати Кармен                               |
| 2014      | с  | Тінь минулого                    | La sombra del pasado              | Домінга                                   |
| 2015—2016 | с  | Просто Марія                     | Simplemente María                 | Ортенсія Міранда                          |
| 2017      | с  | Закохатися в Рамона              | Enamorándome de Ramon             | мати Ансельма                             |
| 2017—2018 | с  | Піддатися спокусі                | Caer en tentación                 | Ховіта                                    |
| 2019      | с  | Як то кажуть                     | Como dice el dicho                | вчителька Сальма                          |
| 2020      | с  | Подолай страх                    | Vencer el miedo                   | донья Ефігенія Крус                       |
| 2020—2021 | с  | Подолай нелюбов                  | Vencer el desamor                 | донья Ефігенія Крус                       |
| 2021      | с  | Подолай минуле                   | Vencer el pasado                  | донья Ефігенія Крус                       |
| 2021      | кф | Не прощаючись                    | Sin despedirnos                   | сеньйора Лусія                            |
| 2022      | с  | Чуже горе                        | Pena Ajena                        | Веро                                      |
| 2023      | с  | Ця історія звучить знайомо       | Esta historia me suena            | -                                         |
| 2024      | с  | У кохання немає рецепту          | El amor no tiene receta           | Гвадалупе Руїс                            |
| 2024—2025 | с  | Гірке кохання                    | Amor amargo                       | Бенвеніда Руїс                            |

## Нагороди та номінації
Califa de Oro
- 2010 — Найкращий виступ року (Сакатільйо, місце у твоєму серці)[2].

TVyNovelas Awards
- 2016 — Номінація на найкращу акторку другого плану (Тінь минулого).